# Палеоазійські мови
Палеоазійські мови — географічне об'єднання мов, що об'єднує чукотсько-камчатські, ескімосько-алеутські, єнісейські та юкагіро-чуванські мови, а також нівхську мову, територія поширення яких північно-східний Сибір та Далекий Схід Росії.

## Структура мовної сім'ї
Загальна кількість носіїв цих мов становить 140 тис. Між мовами сім'ї генетичний зв'язок відсутній, тому кожна група становить окрему систему.

### Чукотсько-камчатська група
До цієї групи належать чукотська, коряцька, алюторська, керецька та ітельменська мови. Кількість мовців — 16,5 тис. осіб. Поширені на Чукотці й Камчатці.

### Ескімосько-Алеутська група
До неї належать ескімоська й алеутська мови, поширені на Чукотському півострові, в північних районах Канади та Ґренландії, а також на Алеутських островах. Користуються ними майже 112 тис. осіб.
За даними археології й етнолінгвістики, заселення ескімосами-алеутами району Берингової протоки, а згодом районів Північної Америки відбувалося з північного сходу Азії декілька тисячоліть тому.

### Єнісейська група
До неї, серед інших, належать кетська і симська мови. Локалізовані в Сибіру вздовж Єнісею. Кетською мовою в 1979 р. Розмовляло 684 особи, а симською — декілька осіб. Симська мова є вимерлою.

### Юкагіро-чуванська група
До неї належать зниклі мови, якими розмовляли племена, що займали територію Північно-Східної Азії і в XVIII ст. були асимільовані росіянами та чукчами. Єдиною живою мовою цієї гілки є юкагірська, яка поширена в басейні річок Колима та Алазея. Розмовляють нею близько 250 осіб.

### Гіляцька група
Становить окрему групу палеоазійських мов, і представлена тільки нівхською мовою. Локалізована на острові Сахалін і в пониззі річки Амур. Розмовляють нею більше тисячі осіб. Писемність створена в 1932 р. на основі латинської графіки, а в 1953 р. переведена на кирилицю.